# Belemnitellidae
Belemnitellidae (лат.) — семейство белемнитов, живших мезозойскую эру с ранней юры по до позднего мела (199,3—66,00 млн лет назад) на территории нынешних Северной Америки и Евразии. Были быстрыми нектонными хищниками.

## Роды
Семейство включало 3 рода:
- Actinocamax
- Belemnitella typus
- Praeactinocamax